# Anthericum liliago
La hierba de la araña o falangera (Anthericum liliago) es una planta herbácea de la antigua familia de las  agaváceas ahora subfamilia Agavoideae.

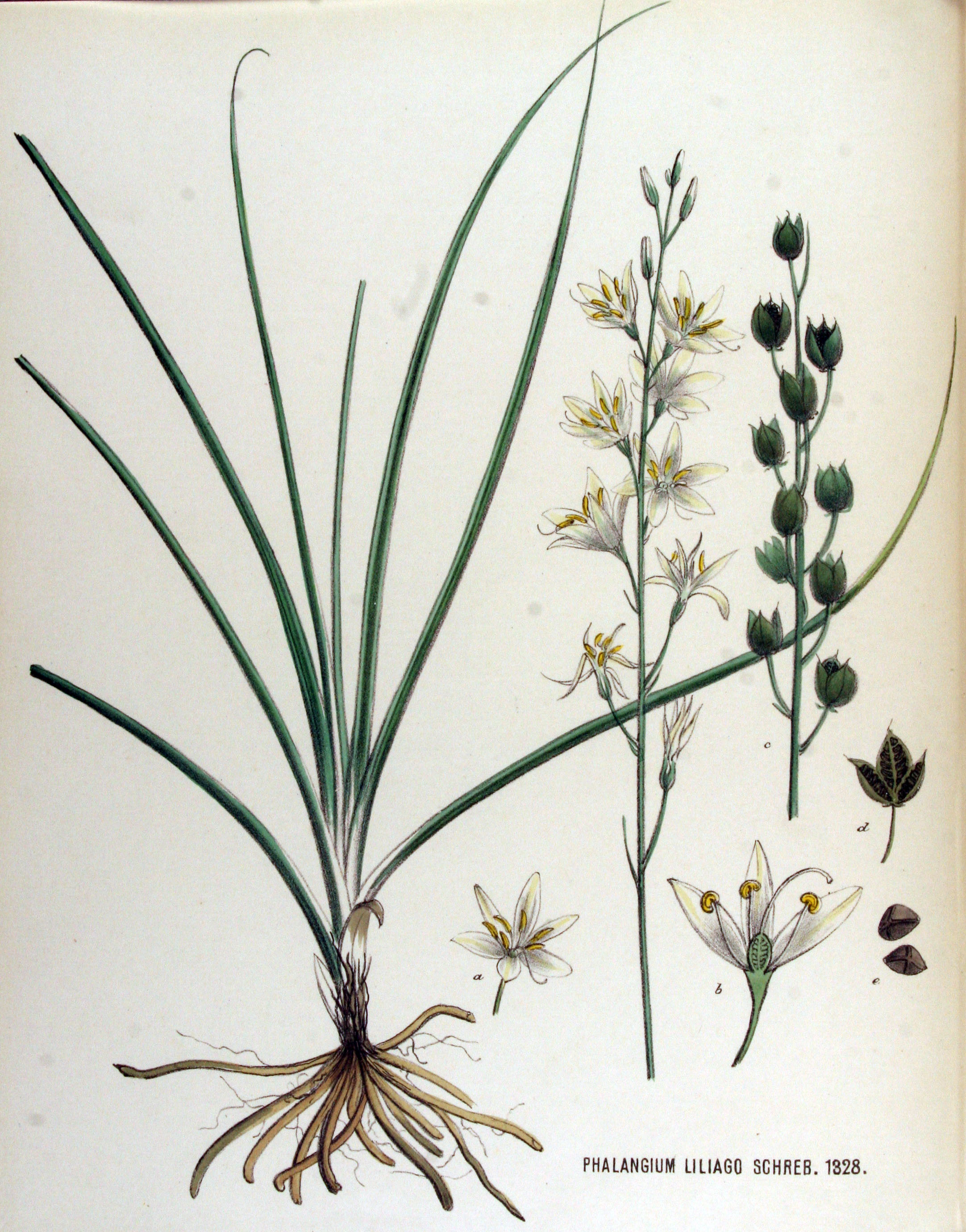
Ilustración

## Distribución
Se encuentra en Europa desde Suecia hasta el Mediterráneo.

## Hábitat
Habita en bosques y alcanza en ocasiones altitudes considerables, en lugares donde el bosque ha sido sustituido por matorrales de piornos.

## Caracteres
Hierba perenne, glabra. Tallos sin hojas, erectos, de 20-80 cm de altura. Hojas todas basales, lineares, envainantes, planas o lago canaliculadas. Flores dispuestas en racimo laxo, pediceladas; 6 piezas periánticas estrechamente oblongo-elípticas, de 16-22 mm de longitud, blancas, que forman en conjunto una figura estrellada; 6 estambres; estilo curvado. Fruto en cápsula que se abre en 3 valvas. Florece en primavera y principios de verano.

## Taxonomía
Anthericum liliago fue descrita por Carlos Linneo  y publicado en Species Plantarum 310. 1753.
Sinonimia
NOTA: Los nombres que presentan enlaces son sinónimos en otras especies: 
- Anthericum amoenum Salisb.
- Anthericum intermedium Willk.
- Anthericum liliago subsp. macrocarpum Boros
- Anthericum liliago var. australe Willk.
- Anthericum liliago var. multiflorum P.Küpfer
- Anthericum liliago var. racemosum Döll
- Anthericum liliago var. ramosum Döll
- Anthericum liliago var. sphaerocarpum P.Küpfer
- Anthericum liliago var. transmontanum Samp.
- Anthericum macrocarpum Boros
- Anthericum non-ramosum Gilib.
- Liliago boetica
- Liliago vulgaris C.Presl(1845).
- Ornithogalum gramineum
- Phalangites liliago (L.) Bubani(1902)
- Phalangium acuminatum Dulac
- Phalangium lilaceum St.-Lag.
- Phalangium liliaginoides Schltdl.
- Phalangium liliago (L.) Schreb.(1771).
- Phalangium renarnii Booth

## Nombres comunes
- Castellano: cebollas almorraneras, falangera, falangio yerba, falangites, flor contra la araña, flor de lis, hierba araña, hierba de la araña, palomino.[3]